# The Art of Unix Programming
The Art of Unix Programming est un livre écrit par Eric Raymond à propos de l'histoire et de la culture de la programmation Unix de ses premiers jours en 1969 à aujourd'hui, couvrant les dérivés directs tels que les systèmes BSD et les dérivés conceptuels tel que Linux.
L'auteur utilise une approche comparative pour expliquer Unix par contraste avec d'autres systèmes d'exploitation tel que MS Windows, Mac OS, Eros ou Plan 9.
Ce livre a été publié par Addison-Wesley le 17 septembre 2003  (ISBN 0-13-142901-9) et est aussi disponible gratuitement sur Internet.

## Contributeurs
The Art of Unix Programming contient de nombreuses contributions, citations et commentaires de membres de la communauté Unix dont :
- Ken Arnold (auteur de curses et de Rogue)
- Steve Bellovin
- Stuart Feldman
- Jim Gettys
- Stephen C. Johnson
- Brian Kernighan
- David Korn
- Mike Lesk
- Doug McIlroy
- Marshall Kirk McKusick
- Keith Packard
- Henry Spencer